# Makin
Makin (w j. ang. znany także jako Little Makin) – atol na Oceanie Spokojnym w archipelagu Wysp Gilberta, należących do Kiribati.

## Geografia

### Budowa
Atol Makin składa się z kilku wysp: Makin, Aonibike, Tebuatarawa (lub Tebua Tarawa), Kiebu i Onne (kolejność od północy do południa). W kolejności od największej do najmniejszej: Makin, Kiebu, Onne, Aonibike, Tebuatarawa. Pomiędzy wyspami znajdują się płytkie wody z rafami.
Na wyspach Makin i Kiebu znajdują się bagniste obszary wrażliwe na zalania przez słoną wodę. Gleba wysp jest piaszczysta i porowata, lecz dzięki wysokim opadom jest żyzna. Wysokość n.p.m. wynosi średnio 2 metry.

### Zabudowania
Na Makin i Kiebu znajdują się wioski nazwane tak samo jak wyspy. Na Makin znajduje się również lotnisko oraz zarząd atolu – Makin Island Council.

### Przyroda – klimat, flora, opady
Atol znajduje się w strefie klimatu równikowego, więc przez cały rok jest ciepło (w ciągu dnia temperatura waha się od 28 do 31 stopni Celsjusza), choć temperaturę obniża chłodny wiatr znad oceanu. Na Makin jest wilgotniej niż na większości wysp Kiribati. Klimat zbliżony jest do klimatu pobliskiego atolu Butaritari. Wyspy atolu porasta bujna roślinność, a średnie roczne opady wynoszą 4 m (2 razy więcej niż na atolu Tarawa i 4 razy więcej niż na południowych krańcach Kiribati), przybierają na sile podczas El Niño. Pora deszczowa trwa od września do lutego, a pora sucha od marca do końca sierpnia.

#### Problemy środowiska i zagrożenia ekologiczne
- Zalewanie terenów uprawy bwabwai przez wodę morską w czasie burzy niszczące uprawy; spowodowane jest to przez kanał, który wybudowali więźniowie w epoce kolonialnej[3];
- Erozja wybrzeża prowadząca do zmniejszania się obszaru wysp; spowodowane jest to przez refulację i wydobycie kopalin[3];
- Zmniejszanie ilości zasobów naturalnych powodujące spadek liczby ryb i owoców morza, które mogą spożywać mieszkańcy; spowodowane jest to budową grobli w latach 80. XX wieku, później przekształconej w most[3];
- Niespodziewane, długotrwałe susze niszczące uprawy; spowodowane jest to globalnym ociepleniem[3];
- Niedobór wód gruntowych na Kiebu skutkujący zbyt małą ilością wody pitnej dla mieszkańców, co szczególnie odbija się na zdrowiu dzieci; spowodowane jest to zwiększającą się populacją tej wyspy[3].

## Gospodarka
Głównymi sektorami lokalnej gospodarki są rybołówstwo i rolnictwo. Turystyka w zasadzie nie istnieje.

### Rybołówstwo
Łowi się głównie ryby latające. W pobliżu atolu znajdują się spore zasoby tuńczyka.

### Rolnictwo

#### Uprawy
Na Makin uprawia się alokazję olbrzymią, pandan, kokosy, asyminę trójklapową, winne palmy i chlebowiec właściwy, a także dynie, kapustę, pomidory, bakłażany, ogórki, rośliny kumara i rośliny te bero. Na bagnistych obszarach uprawia się też bwabwai (gatunek kolokazji), banany (które eksportuje się na atol Tarawa) i inne uprawy. Ważnym elementem gospodarki Makin jest produkcja kopry, która jest możliwa dzięki regularnym opadom i innym warunkom klimatycznym.

#### Hodowla
Na Makin hoduje się świnie i kurczaki.

### Formalne zatrudnienie
Większość ludności nie jest formalnie zatrudniona – w 2010 roku jedynie 115 osób miało takową pracę. Wśród nich największym pracodawcą był zarząd wyspy (Makin Island Council), który zatrudniał 39 osób (5 osób zatrudnionych przez ministerstwo – urzędnika i jego asystenta, skarbnika i jego asystenta oraz tzw. Island Project Officer – a także 34 innych pracowników: kierowców, pielęgniarki, strażników, asystentów i hotelarzy). Zatrudnienie sezonowe jest możliwe głównie podczas realizacji projektów rządowych lub samorządowych, głównie budowy dróg, budynków i innej infrastruktury. Takie projekty są ważne dla zapewnienia pracy miejscowym młodym mężczyznom.

## Edukacja

### Placówki
Na terenie atolu znajdują się dwie szkoły podstawowe: Abaewewe i Nan Teikao. W 2011 roku łącznie uczyło się w nich 289 dzieci – 131 dziewczynek i 158 chłopców. W Abaewewe było wówczas 82 uczniów i 3 nauczycielki, a w Nan Teikao 207 uczniów, 5 nauczycielek i 4 nauczycieli. W tym samym roku 124 osoby na Makin uczyły się w junior secondary schools (odpowiednik polskich XXI-wiecznych gimnazjów).

### Statystyki
86% populacji umie pisać i czytać. Spośród osób w wieku ponad 15 lat 14% nie uczęszczało nigdy do szkoły. 46% dorosłych ma certyfikat ukończenia podstawówki, 15% certyfikat ukończenia szkoły średniej, a 2% ma wykształcenie policealne.

## Historia
Tradycyjnie atolem Makin oraz pobliskim, większym atolem Butaritari rządził jeden przywódca nazywany Uea. Ostatnim znanym Uea był Nauraura Nakoriri, który objął to stanowisko jeszcze przed przybyciem Brytyjczyków, a rządził jeszcze po ich przybyciu.

## Demografia
| Rok  | Rzymski katolicyzm | Prezbitarianizm (KPC) | Adwentyzm dnia siódmego | Kościół Boży | LDS | Zbory Boże | Kościół Poczwórnej Ewangelii | Te koaua | Bahaizm | Islam | Inna | Przypis |
| ---- | ------------------ | --------------------- | ----------------------- | ------------ | --- | ---------- | ---------------------------- | -------- | ------- | ----- | ---- | ------- |
| 2010 | 1378               | 345                   | 8                       | 0            | 64  | 0          | 0                            | 1        | 0       | 1     | 0    | [ 6 ]   |
| 2015 | 1588               | 317                   | 5                       | 1            | 47  | 8          | 1                            | 0        | 9       | 0     | 14   | [ 7 ]   |

| Rok  | Liczba ludności | Wg płci   | Wg płci | Gęstość          | Narodowości i grupy etniczne | Narodowości i grupy etniczne | Narodowości i grupy etniczne | Przypis     |
| Rok  | Liczba ludności | Mężczyźni | Kobiety | Gęstość          | Kiribatczycy                 | Częściowi Kiribatczycy       | Inna                         | Przypis     |
| ---- | --------------- | --------- | ------- | ---------------- | ---------------------------- | ---------------------------- | ---------------------------- | ----------- |
| 1947 | 969             |           |         | 122,8 os. na km² |                              |                              |                              | [ 8 ]       |
| 1963 | 1292            |           |         | 163,8 os. na km² |                              |                              |                              | [ 8 ]       |
| 1968 | 1389            |           |         | 176 os. na km²   |                              |                              |                              | [ 8 ]       |
| 1973 | 1445            |           |         | 183,1 os. na km² |                              |                              |                              | [ 8 ]       |
| 1978 | 1419            |           |         | 179,8 os. na km² |                              |                              |                              | [ 8 ]       |
| 1985 | 1777            |           |         | 225,2 os. na km² |                              |                              |                              | [ 8 ]       |
| 1990 | 1762            |           |         | 223,3 os. na km² |                              |                              |                              | [ 8 ]       |
| 1995 | 1830            |           |         | 231,9 os. na km² |                              |                              |                              | [ 8 ]       |
| 2000 | 1691            |           |         | 214,3 os. na km² |                              |                              |                              | [ 8 ]       |
| 2005 | 2385            |           |         | 302,3 os. na km² |                              |                              |                              | [ 8 ]       |
| 2010 | 1798            | 912       | 886     | 228 os. na km²   | 1734                         | 64                           | 14                           | [ 6 ] [ 8 ] |
| 2015 | 1990            | 1006      | 984     | 252,2 os. na km² | 1960                         | 16                           | Brak                         | [ 8 ]       |
| 2020 | 1914            | 968       | 946     | 243 os. na km²   |                              |                              |                              | [ 8 ]       |